# Arkady Chevtchenko
Arkady Nikolaïevitch Chevtchenko (en russe : Аркадий Николаевич Шевченко ; en anglais : Arkady Nikolayevich Shevchenko), né le 11 octobre 1930 et décédé le 28 février 1998, était un diplomate et un transfuge soviétique.
Chevtchenko entra à 26 ans au ministère des Affaires étrangères soviétique et monta dans la hiérarchie, devenant conseiller d'Andreï Gromyko, ministre des Affaires étrangères. En 1973, il fut nommé Secrétaire général adjoint (SGA) de l'Organisation des Nations unies. En poste au siège des Nations unies à New York, Chevtchenko commença à livrer des informations secrètes à la CIA. En 1978, il coupa les liens avec l'Union soviétique et fit défection aux États-Unis, devenant le transfuge soviétique avec le rang le plus élevé.

## Jeunesse et formation
Né dans la ville de Gorlovka, dans l'est de la République socialiste soviétique d'Ukraine, en 1930, Arkady suivit à l'âge de cinq ans ses parents à Eupatoria, une station balnéaire de Crimée, où son père médecin avait été nommé directeur d'un sanatorium. Lors de l'invasion de la Crimée par les forces allemandes en 1941, lui et sa mère furent évacués, avec les patients du sanatorium, à Torgaï, dans les montagnes de l'Altaï, en Sibérie. La famille fut réunie en 1944, après que les Allemands eurent été chassés de Crimée.
Arkady termina ses études secondaires en 1949 et fut admis la même année à l'Institut d'État des relations internationales de Moscou. Il y étudia le droit soviétique et le marxisme-léninisme et reçut une formation de diplomate. Il épousa Lina (Leonguina), une camarade d'études, en 1951. Arkady Chevtchenko obtint son diplôme en 1954 et poursuivit ses études.

## Carrière de diplomate
En 1956, Chevtchenko entra comme attaché au ministère soviétique des Affaires étrangères et fut affecté à l'OMO (en russe : Отдел Медународных Организаций Министерства Иностранных Дел СССР, Département des organisations internationales au ministère des Affaires étrangères de l'URSS), un département du ministère des Affaires étrangères chargé de l'Organisation des Nations unies et des ONG. En 1958, il fut envoyé à New York pour trois mois afin de représenter l'Union soviétique à la Conférence annuelle de l'Assemblée générale des Nations unies pour le désarmement en tant que spécialiste. Ce premier contact avec l'ouverture d'esprit et la liberté de la culture occidentale fut un choc pour le jeune Chevtchenko, qui n'avait connu jusque-là que le cadre répressif du système soviétique.
Chevtchenko assista en 1962 aux négociations du Comité de Genève sur le désarmement en tant que membre de la délégation soviétique. L'année suivante, il accepta le poste de chef de la division« Conseil de sécurité et affaires politiques » de  la mission soviétique aux Nations unies. Comme c'était un poste permanent, sa famille l'accompagna à New York, où il resta jusqu'en 1970. Il fut ensuite nommé conseiller d'Andreï Gromyko. Ses fonctions couvraient de nombreux aspects de la politique étrangère soviétique.
En 1973, Chevtchenko fut promu sous-secrétaire général de l'Organisation des Nations unies. Bien que théoriquement employé par l'ONU et devant allégeance à cette organisation, il était tenu dans la réalité de soutenir et de promouvoir les objectifs politiques de l'Union soviétique. Il éprouva à la longue du ressentiment pour les restrictions que ses supérieurs soviétique lui imposaient et qui l'empêchaient d'exercer ses fonctions de sous-secrétaire général d'une façon impartiale.

## Espionnage et défection
Le début des années 1970 fut une période de détente entre l'Est et l'Ouest. Les accords SALT I, le Traité ABM, les Accords d'Helsinki, et d'autres accords internationaux furent négociés au cours de cette période. D'après ses mémoires, Chevtchenko était de plus en plus déçu par la manière dont l'Union soviétique respectait ces accords internationaux. Ayant un accès direct et de l'intérieur à la politique étrangère soviétique, il estimait que le gouvernement soviétique trichait pour des avantages politiques à court terme, mais agissait en fin de compte contre ses propres intérêts. Il en vint également à croire que la politique économique soviétiques et la concentration du pouvoir entre les mains du parti communiste privaient le peuple russe de sa liberté et de sa capacité à améliorer sa situation et celle de son pays. De longues années au contact de la démocratie occidentale amenèrent Chevtchenko à la conviction que l'Union soviétique avait« pris le mauvais chemin », tant sur le plan économique que politique. Il envisagea brièvement de démissionner de son poste aux Nations unies et de retourner en Union soviétique, pour tenter de changer le système de l'intérieur. Il se rendit vite compte que c'était une tâche impossible. Il n'avait ni le pouvoir ni l'influence pour effectuer un quelconque changement.
Il se décida en 1975 à passer à l'Ouest et prit contact avec la Central Intelligence Agency (CIA) américaine. Il demanda l'asile politique. La CIA fit pression pour qu'il reste à son poste à l'ONU et lui fournisse des informations de première main sur la politique étrangère soviétique. Conscient des conséquences, s'il était découvert par le KGB, il accepta avec réticence. Pendant les trois années suivantes, il devint ainsi un agent américain. Il était officiellement un fonctionnaire dévoué de l'ONU, tout en rendant compte à la CIA des intentions cachées de l'URSS.
Au début de 1978, il prit conscience que ses faits et gestes étaient surveillés de plus près par le KGB. Puis, soudain en mars, il reçut un télégramme de Moscou lui enjoignant de revenir en Union soviétique pour des« consultations ». Se méfiant de cette demande et craignant qu'une fois à Moscou il ne soit jamais autorisé à reprendre ses fonctions à l'ONU ou même à quitter l'Union soviétique, il appela son contact de la CIA et exigea que l'agence remplisse sa promesse de lui accorder l'asile politique.

## Chevtchenko transfuge
Malheureusement pour Chevtchenko, son épouse Lena, qui ignorait jusque-là ses projets, refusa de le suivre. Elle fut immédiatement ramenée à Moscou, où elle décéda d'un mystérieux« suicide », moins de deux mois après. En Union soviétique, Chevtchenko fut jugé par contumace et condamné à la peine capitale.
De 1978 jusqu'à sa mort, vingt ans plus tard, à Bethesda (Maryland), Chevtchenko vécut aux États-Unis grâce aux revenus provenant de ses écrits dans diverses publications et à ses conférences. En 1985, il publia son autobiographie, Breaking With Moscow. Il mourut d'une cirrhose du foie le 28 février 1998  et fut enterré à Washington.

## Source
- (en) Cet article est partiellement ou en totalité issu de l’article de Wikipédia en anglais intitulé « Arkady Shevchenko » (voir la liste des auteurs).